# Кирил Кирилов (генерал-майор)
Вижте пояснителната страница за други личности с името Кирил Кирилов.
Кирил Неделчев Кирилов е български офицер, генерал-майор от пехотата, участник в Сръбско-българската война (1885), командир на дружина от 43-ти пехотен полк през Балканската (1912 – 1913) и Междусъюзническата война (1913), командир на 3-та бригада от 1-ва пехотна софийска дивизия (1915 – 1916) и на 2-ра бригада от 2-ра пехотна тракийска дивизия (1917) през Първата световна война (1915 – 1918).

## Биография
Кирил Кирилов е роден на 15 декември 1864 г. в Шумен, Османска империя. На 17 септември 1881 г. постъпва на военна служба. През 1885 г. завършва в 6-и випуск на Военното на Негово Княжеско Височество училище, на 30 август 1885 е произведен в чин подпоручик и зачислен в пехотата. През 1887 г. е произведен в чин поручик, а през 1890 в чин капитан. През 1900 г. е командир на рота във Военното училище, на 2 май 1902 г. е произведен в чин майор, а на 18 май 1906 г. в чин подполковник. През 1909 г. е помощник-командир на 7-и пехотен преславски полк.
По време на Балканската (1912 – 1913) и Междусъюзническата война (1913) подполковник Кирил Кирилов е командир на дружина от 43-ти пехотен полк, като на 18 май 1913 г. е произведен в чин полковник.
През Първата световна война (1915 – 1918) полковник Кирилов първоначално служи като командир на 3-та бригада от 1-ва пехотна софийска дивизия (1915 – 1916), като за тази служба съгласно заповед №679 от 1917 е награден с Военен орден „За храброст“ IV степен, 1 клас. През 1917 г. е командир на 2-ра бригада от 2-ра пехотна тракийска дивизия (1917), за която служба съгласно заповед №355 от 1921 г. е награден с Народен орден „За военна заслуга“ III степен с военно отличие. По-късно служи в Дирекцията за стопански грижи и обществена предвидливост при Министерството на войната (ДСГОП). Уволнен е от служба през 1918 г. На 31 декември 1935 г. е произведен в чин генерал-майор.
По време на военната си кариера служи и в 19-и пехотен шуменски полк.
Генерал-майор Кирил Кирилов умира през 1936 г. и е погребан в Централните софийски гробища.

## Военни звания
- Подпоручик (30 август 1885)
- Поручик (1887)
- Капитан (1890)
- Майор (2 май 1902)
- Подполковник (18 май 1906)
- Полковник (18 май 1913)
- Генерал-майор (21 декември 1935)

## Образование
- Военно на Негово Княжеско Височество училище (до 1885)

## Награди
- Народен орден „За военна заслуга“ IV степен на военна лента
- Орден „Св. Александър“ V степен без мечове
- Военен орден „За храброст“ IV степен, 1 клас (1917)
- Народен орден „За военна заслуга“ III степен с военно отличие (1921)
- Орден „За заслуга“ на обикновена лента
- Орден „За заслуга“ с военна лента